# Рог
Рогът е изградено от кератин образувание, срещано при множество съвременни и изкопаеми животни (например копитните бозайници).
При говедата и се състоят от костна сърцевина, закрепена върху черепа, вмъкната в кух конус от рогово вещество. Тази рогова обвивка нараства през целия живот и се удебелява.
Най-примитивна е формата на рогата при жирафите. При тях рогата не са разклонени и са покрити с кожа и косми. При младите жирафи костната сърцевина е отделена и се сраства с черепа по-късно.
Рогата на носорозите са съставени от маса от груби кератинови нишки, които са видоизменени косми. Те не са същински рога, защото нямат костна сърцевина.